# Cilier

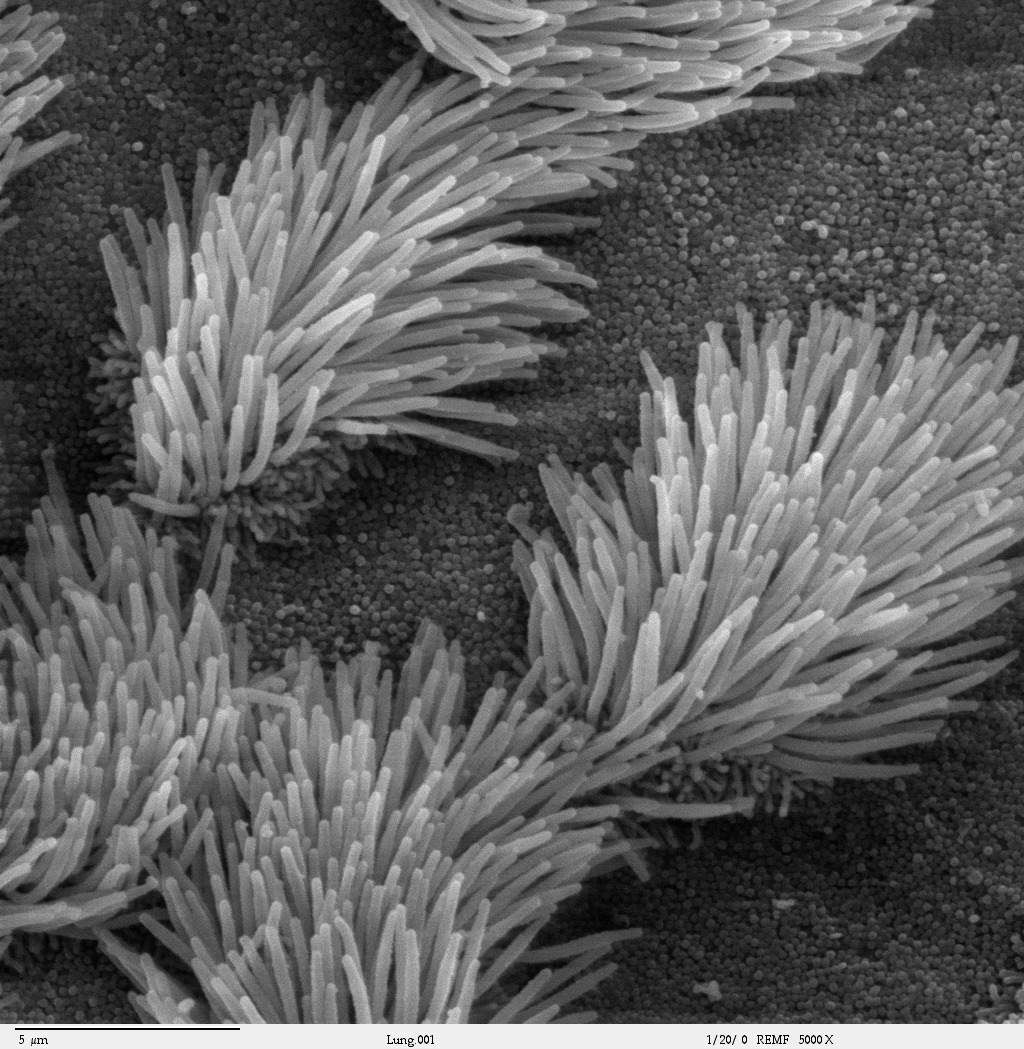
SEM-mikrofotografi av flimmerhår som skjuter ut från andningsepitel i lungorna

Cilier eller flimmerhår är hårliknande utskott från eukaryota epitelceller vars funktion är att transportera partiklar och slem, så kallad periciliär vätska, åt ett visst håll längsmed ytepitel. Finns bland annat i luftstrupen, innerörat, tuba uterina och epididymis. Cilierna är korta utskott uppbyggda av mikrotubuli i en cylinderliknande struktur där i varje segment nio par enheter sitter runtom en. Det centrala mikrotubuliparet inkluderar motorproteinet dynein som ger cilierna dess vågaktiga piskande rörelser.
Cilier ska inte blandas ihop med flageller, som har samma struktur men andra funktioner och enklare rörelsemönster.